# John W. McEnery
John Winn McEnery (* 30. Dezember 1925 auf dem Militärstandort im Presidio in San Francisco, Kalifornien; † 26. Februar 2021 in Monterey, Monterey County, Kalifornien) war ein Generalleutnant der United States Army.
John McEnery war der Sohn eines Militärarztes. Er wuchs im Presidio bei San Francisco und in Wyoming auf. Später durchlief er die United States Military Academy in West Point. Nach seiner Graduation im Jahr 1948 wurde er als Leutnant der Kavallerie zugeteilt. In der Armee durchlief er anschließend alle Offiziersränge vom Leutnant bis zum Zwei-Sterne-General.
Im Lauf seiner militärischen Karriere absolvierte John McEnery verschiedene Kurse und Schulungen. Dazu gehörten unter anderem der Armor Officer Advanced Course, das Command and General Staff College, das Spanish Army Staff College und das Air War College.
In seinen jüngeren Jahren absolvierte er den für Offiziere in den niederen Rangstufen üblichen Dienst in verschiedenen Einheiten und Standorten. Im weiteren Verlauf seiner Laufbahn kommandierte er Einheiten auf fast allen militärischen Ebenen. Zwischenzeitlich wurde er auch als Stabsoffizier eingesetzt. Er begann seine Laufbahn in Deutschland bei einem Bataillon des 14. Panzerregiments (14th Armored Cavalry Regiment). Später wurde er für einige Zeit nach Madrid in Spanien versetzt, wo er die spanische Sprache erlernte, die er anschließend an der Militärakademie in West Point unterrichtete.
Im Jahr 1959 wurde er als Kompaniechef nach Südkorea versetzt. Seine Kompanie unterstand der 7. Infanteriedivision. Dabei geriet er in die Schlagzeilen, als er anordnete, Prostituierten, die mit den ihm unterstellten Soldaten Kontakt hatten, die Haare abzuschneiden um der Prostitution in seiner Einheit Einhalt zu gebieten. Das führte zu seiner Versetzung unter gleichzeitiger Beförderung zum Major in den Stab eines Bataillons des 10. Kavallerieregiments.
Danach war er Stabsoffizier in der 2. Armee und später im Pentagon. Ab Juni 1968 nahm John McEnery für ein Jahr am Vietnamkrieg teil. Dabei war er Kommandeur der 3. Schwadron des 11. Panzerregiments (3rd Squadron, 11th Armored Cavalry) und wurde mit seiner Einheit auch in Gefechte verwickelt. Für seinen Einsatz in jener Zeit wurde er mit mehreren Orden ausgezeichnet.
Nach seiner Rückkehr in die Vereinigten Staaten wurde John McEnery zu einer Flugschule der Armee versetzt. Dann wurde mit der Aufstellung und Ausbildung einer Lufteinheit der 1. Kavalleriedivision in Fort Hood beauftragt. Drei Jahre lang kommandierte er diese Luftbrigade. Nach einer kurzen Zeit als Stabsoffizier bei der Defense Nuclear Agency übernahm McEnery im August 1974 das Kommando über die 101. Luftlandedivision. Dieses Amt bekleidete er bis zum Februar 1976. In dieser Zeit wurde die Division, die zuvor im Vietnamkrieg eingesetzt war, strategisch neu ausgerichtet und auf zukünftige Anforderungen vorbereitet. Danach erhielt er den Oberbefehl über das Armor Center in Fort Knox. Es folgte eine Versetzung nach Denver in Colorado, wo er für die Ausbildung und Einsatzbereitschaft der Nationalgarden von zehn westlichen Bundesstaaten der USA und der Reserve der Armee zuständig war.
Im Jahr 1979 wurde McEnry zum United States Army Forces Command versetzt. Dort leitete er zunächst die Stabsabteilung G3 (Operationen). Danach wurde er Stabschef dieses Commands. Sein letzter militärischer Posten war der des Präsidenten des Inter American Defense Boards in Washington, D.C. Im Jahr 1983 schied er aus dem Militärdienst aus.
Der seit 1949 mit Constance Markley verheiratete Offizier verbrachte seinen Lebensabend in Monterey in Kalifornien, wo er am 26. Februar 2021 verstarb. Er wurde auf dem Friedhof der Militärakademie in West Point beigesetzt.

## Orden und Auszeichnungen
John McEnery erhielt im Lauf seiner militärischen Laufbahn unter anderem folgende Auszeichnungen:
- Distinguished Service Cross
- Defense Distinguished Service Medal
- Army Distinguished Service Medal
- Silver Star
- Bronze Star
- Legion of Merit
- Purple Heart
- Air Medal (mehrfach)
- Combat Infantryman's Badge